# Ростошинское сельское поселение
Ростошинское сельское поселение — муниципальное образование в Эртильском районе Воронежской области.
Административный центр — село Ростоши.

## Административное деление
В состав поселения входят два населенных пункта:
- село Ростоши,
- посёлок Привольный.